# Stazione di Sagrado
Stazione di Sagrado vasútállomás Olaszországban, Sagrado településen.

## Vasútvonalak
Az állomást az alábbi vasútvonalak érintik:
- Udine–Trieszt-vasútvonal

## Kapcsolódó állomások
A vasútállomáshoz az alábbi állomások vannak a legközelebb:
- Stazione di Gorizia Centrale
- Stazione di Redipuglia